# برش L
برش L (انگلیسی: L cut) نوعی از انتقال که در آن ابتدا صدای نمای بعدی شنیده و سپس تصویر آن دیده می‌شود.انتخاب این نام به خاطر شکلی است که لاین صدا و تصویر به خود میگیرند.